# Wilhem van Citters

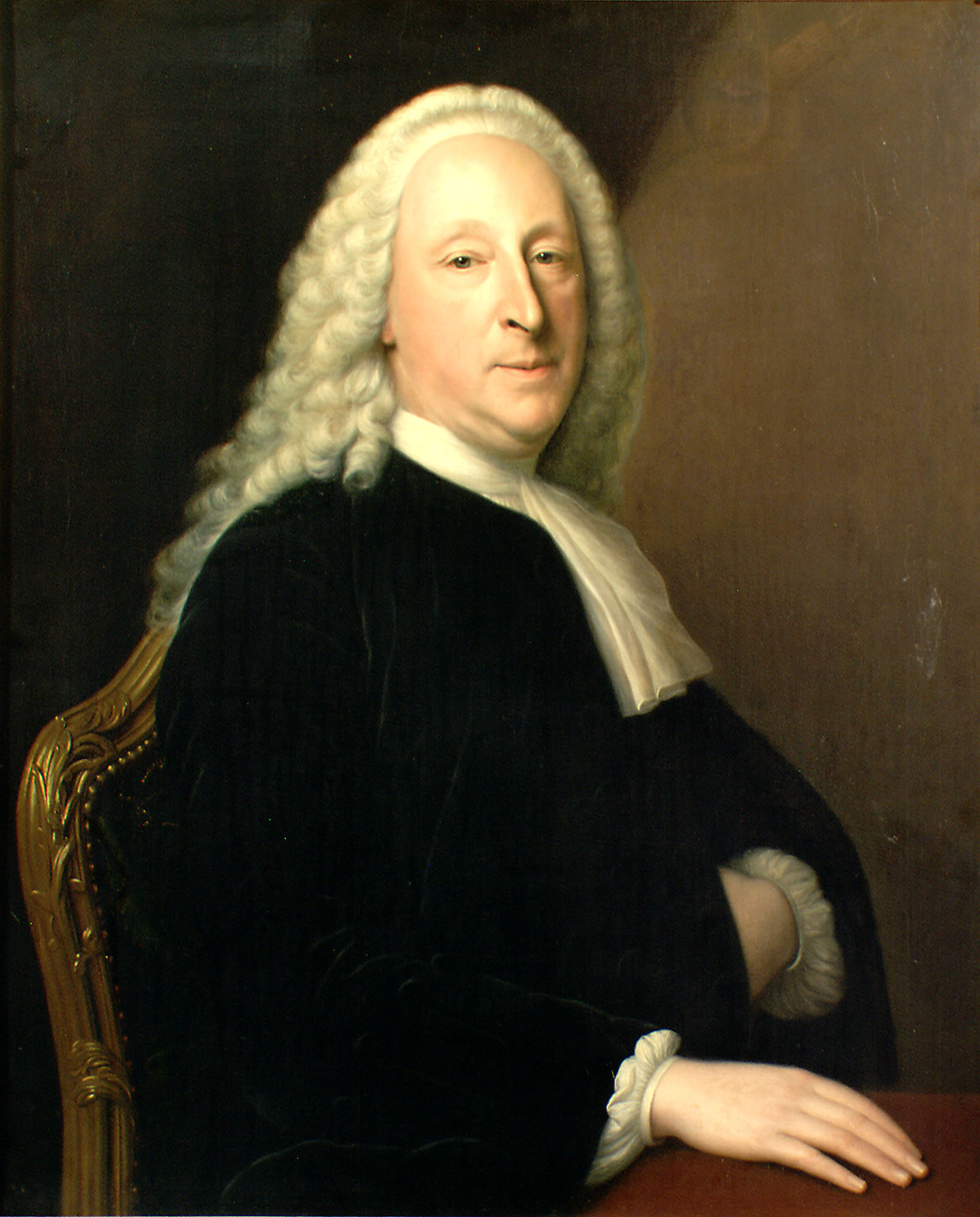
Wilhem van Citters

Wilhem (II) van Citters (Middelburg, 25 mei 1723 – Den Haag, 17 augustus 1802) was raadpensionaris van 1760-1766. Wilhem is de zoon van Wilhem van Citters en Maria Kien en een neef van Caspar van Citters, raadpensionaris van Zeeland van 1718 tot 1734. Hij begint zijn loopbaan in 1750 als pensionaris van Middelburg. In deze functie vertegenwoordigt hij de Republiek tussen 1752 en 1755 als een van de drie commissarissen plenipotentiaris bij de conferentie te Brussel in zake het Barrièretraktaat. In 1757 wordt hij benoemd tot secretaris van Zeeland. Vanaf 1753 tot 1792 was Wilhem beëdigd hoofdparticipant(commissaris)van de VOC.
In 1764 wordt Wilhem II waarnemend vertegenwoordiger van de eerste edele van Zeeland na het overlijden van Johan (van Borssele) van der Hooghe. De functie van vertegenwoordiger van de eerste edele in Zeeland is vergelijkbaar met de voorzitter van de Ridderschap in Holland. Doordat het eigendom van de markizaatrechten van Veere en Vlissingen bij de eerste edele lag heeft de functie van Vertegenwoordiger een aanzienlijke invloed bij de benoemingen in de Staten van Zeeland. Bij de meerderjarigheid van erfstadhouder Willem V in 1766 wordt Wilhem II vertegenwoordiger van de Eerste Edele en legt de functie van raadpensionaris neer. In 1767 bedankt hij voor de functie van vertegenwoordiger van de eerste edele nadat de benoemingsrechten worden ingeperkt door de centralistische bestuursvisie van de hertog van Brunswijk, de adviseur van de stadhouder. De komende twintig jaar zal hij de stadhouder en de hertog waar mogelijk tegenwerken.
Aan de vooravond van de vierde Engelse Oorlog overlegt Wilhem II met Yorke, de afgevaardigde van Engeland om Zeeland uit de Unie te laten treden en aansluiting te zoeken met Engeland om op die manier buiten de oorlog te blijven. Dit wordt door Engeland afgewezen.
Na het vertrek van de hertog van Brunswijk in 1783 vindt er verzoening plaats met stadhouder Willem V. Op voorspraak van zijn voormalige protegé, Laurens van der Spiegel, wordt Wilhem II in 1787 tot geheim secretaris benoemd als plaatsvervanger van Thomas de Larrey. In 1790 volgt zijn benoeming tot ontvanger-generaal van de Unie.